# كازويا تاكاهاشي
كازويا تاكاهاشي (باليابانية: 高橋和也؛ بالكانا: たかはし かずや) هو مؤدي صوت وممثل ياباني، ولد في 20 مايو 1969 في سيتاغايا في اليابان.

## الأعمال

### أفلام
| السنة | العنوان                     | الدور        | م.    |
| ----- | --------------------------- | ------------ | ----- |
| 2008  | مستمر بالمشي                | نوبو كاتاوكا |       |
| 2019  | حيلة مثيرة: فتاة تلتقي بفتى |              | [ 4 ] |

## وصلات خارجية
- الموقع الرسمي
- كازويا تاكاهاشي على موقع IMDb (الإنجليزية)
- كازويا تاكاهاشي على موقع ألو سيني (الفرنسية)
- كازويا تاكاهاشي على موقع ميوزك برينز (الإنجليزية)
- كازويا تاكاهاشي على موقع أول موفي (الإنجليزية)
- كازويا تاكاهاشي على موقع قاعدة بيانات الأفلام السويدية (السويدية)
- كازويا تاكاهاشي على موقع قاعدة بيانات الفيلم (الإنجليزية)
- كازويا تاكاهاشي على موقع كينوبويسك (الروسية)